# Richard Thompson (animatore)
Richard Thompson (Dakota del Sud, 26 agosto 1914 – Hermosa Beach, 12 giugno 1998) è stato un animatore e regista statunitense. Lavorò in diversi studi di animazione attraverso una carriera di quattro decenni. La sua associazione più duratura fu con Chuck Jones alla Warner Bros. Cartoons e per la Metro-Goldwyn-Mayer. Lavorò anche presso la Hanna-Barbera e la DePatie-Freleng Enterprises.